# Campeonato de Primera Fuerza
Het Campeonato de Primera Fuerza was de hoogste amateurcompetitie van het Mexicaanse voetbal. Voor de oprichting van de Liga Mayor in 1943 waren er meerdere regionale competities in Mexico. De Primera Fuerza, een competitie van de regio Mexico-Stad, werd beschouwd als de Mexicaanse nationale competitie.

## Geschiedenis
De competitie werd opgericht in augustus 1922 door een fusie tussen de Liga Mexicana de Football Amateur Association, die in 1920 opgericht werd en de rivaliseren Liga Nacional, die in 1919 opgericht werd. 

## Erelijst
| Jaar    | Kampioen      | Runner-up     |
| ------- | ------------- | ------------- |
| 1922/23 | Asturias      | Germania FV   |
| 1923/24 | España        | América       |
| 1924/25 | América       | Necaxa        |
| 1925/26 | América       | Asturias      |
| 1926/27 | América       | España        |
| 1927/28 | América       | Asturias      |
| 1928/29 | Marte         | España        |
| 1929/30 | España        | América       |
| 1930/31 | niet gespeeld | niet gespeeld |
| 1931/32 | Atlante       | Necaxa        |
| 1932/33 | Necaxa        | Atlante       |
| 1933/34 | España        | Asturias      |
| 1934/35 | Necaxa        | América       |
| 1935/36 | España        | América       |
| 1936/37 | Necaxa        | Atlante       |
| 1937/38 | Necaxa        | Asturias      |
| 1938/39 | Asturias      | Euzkadi       |
| 1939/40 | España        | Necaxa        |
| 1940/41 | Atlante       | España        |
| 1941/42 | España        | Atlante       |
| 1942/43 | Marte         | Atlante       |

## Eeuwige ranglijst
| Club              | Stad        | /18 | Periode                         |
| ----------------- | ----------- | --- | ------------------------------- |
| América           | Mexico-Stad | 20  | 1922-1930, 1931-1943            |
| Asturias          | Mexico-Stad | 20  | 1922-1930, 1931-1943            |
| España            | Mexico-Stad | 19  | 1922-1930, 1932-1943            |
| Necaxa            | Mexico-Stad | 19  | 1923-1930, 1931-1943            |
| CF Atlante        | Mexico-Stad | 15  | 1927-1930, 1931-1943            |
| CF México         | Mexico-Stad | 11  | 1922-1930, 1932-1935            |
| Germania FV       | Mexico-Stad | 10  | 1922-1930, 1931-1933            |
| Marte             | Mexico-Stad | 10  | 1928-1930, 1931-1933, 1937-1943 |
| CF Aurrerá        | Mexico-Stad | 6   | 1923-1929                       |
| Moctezuma         | Orizaba     | 3   | 1940-1943                       |
| Selección Jalisco | Guadalajara | 3   | 1940-1943                       |
| Son-Sin           | Mexico-Stad | 2   | 1922-1924                       |
| Leones            | Mexico-Stad | 2   | 1931-1933                       |
| Sporting          | Veracruz    | 2   | 1931-1933                       |
| Reforma AC        | Mexico-Stad | 1   | 1923-1924                       |
| Tranvias          | Mexico-Stad | 1   | 1922-1923                       |
| Luz y Fuerza      | Mexico-Stad | 1   | 1922-1923                       |

1. ↑  Son-Sin speelde in 1922/23 als Guerra y Marina